# Mondjouro
Mondjouro (ou Moundjoura) est une ville du Tchad dans le centre du département de Barh El Gazel Nord et en est l'une de trois sous-préfectures, elle est située à l'est de Moussoro.